# Sân vận động Trung tâm Pakhtakor
Sân vận động Trung tâm Pakhtakor (tiếng Uzbek: Paxtakor markaziy stadioni) là một sân vận động đa năng ở Tashkent, Uzbekistan. Đây là một trong những sân vận động chính ở Uzbekistan, nằm ở trung tâm của thành phố Tashkent, thuộc quận Shaykhantahur. Sân vận động có sức chứa 35.000 người. Đây là sân nhà của Pakhtakor FC. Ngoài ra, đội tuyển bóng đá quốc gia Uzbekistan đã chơi một số trận đấu tại sân vận động này. Từ năm 1992 đến năm 2012, Sân vận động Pakhtakor là sân vận động chính, nơi đội tuyển bóng đá quốc gia Uzbekistan chơi các trận đấu trên sân nhà. Kể từ năm 2013, sân vận động chính của đội tuyển quốc gia Uzbekistan là Sân vận động Milliy.
Công việc xây dựng sân vận động được bắt đầu vào năm 1954 và hoàn thành vào năm 1956. Kiến trúc sư của sân là Mitkhat Saghatdinovich Bulatov. Ban đầu, sân vận động có sức chứa 60.000 khán giả, nhưng theo thời gian, sau một loạt các lần cải tạo vào năm 1960, 1980, 1996, 2008 và 2012, sức chứa hiện tại của sân vận động đã giảm xuống còn 35.000 khán giả.
Trận đấu chính thức đầu tiên tại Sân vận động Pakhtakor được diễn ra vào ngày 20 tháng 8 năm 1956 giữa các câu lạc bộ bóng đá Pakhtakor và Dinamo Tbilisi, như một phần của Giải bóng đá vô địch quốc gia Liên Xô. Trận đấu quốc tế chính thức đầu tiên được diễn ra vào ngày 19 tháng 9 cùng năm giữa Pakhtakor và câu lạc bộ bóng đá Albania Dinamo Tirana, nơi đội nhà cũng đã giành chiến thắng. Trong thời kỳ thuộc Liên Xô, Sân vận động Pakhtakor là một trong những sân vận động có lượng khán giả đến sân cao nhất của Giải bóng đá vô địch quốc gia Liên Xô (hơn 60.000 người hâm mộ trong mỗi trận đấu). Các đội như Zenit Saint Petersburg, Spartak Moscow, Dinamo Moscow, CSKA Moscow, Lokomotiv Moscow, Torpedo Moscow, Shakhtar Donetsk, Dinamo Kyiv, Dnipro, Dinamo Minsk và những đội khác đã từng có chuyến làm khách đến Tashkent.
Cho đến năm 2012, Pakhtakor là sân vận động chính nơi đội tuyển bóng đá quốc gia Uzbekistan tổ chức các trận đấu trên sân nhà. Sau khi khánh thành Sân vận động Bunyodkor mới (nay là Sân vận động Milliy), đội tuyển quốc gia Uzbekistan đã chuyển đến sân vận động mới, nhưng đội vẫn thi đấu một số trận đấu tại Sân vận động Pakhtakor. Ngoài ra, sân vận động này còn tổ chức các trận đấu trên sân nhà của các đội trẻ (U-17, U-20, U-23) và đội tuyển bóng đá nữ quốc gia Uzbekistan. Sân cũng tổ chức nhiều sự kiện thể thao và giải đấu, buổi hòa nhạc và các sự kiện giải trí khác.
Đã có những đề xuất về việc phá hủy Sân vận động Pakhtakor và xây dựng một sân vận động hiện đại mới trên vị trí của sân cũ, nhưng sân vẫn còn được sử dụng. Năm 2017, ban lãnh đạo mới của Pakhtakor tuyên bố sẽ xây dựng một sân vận động mới, nhưng đến nay công việc xây dựng vẫn chưa được bắt đầu và sân vận động vẫn đang được sử dụng.

## Hình ảnh

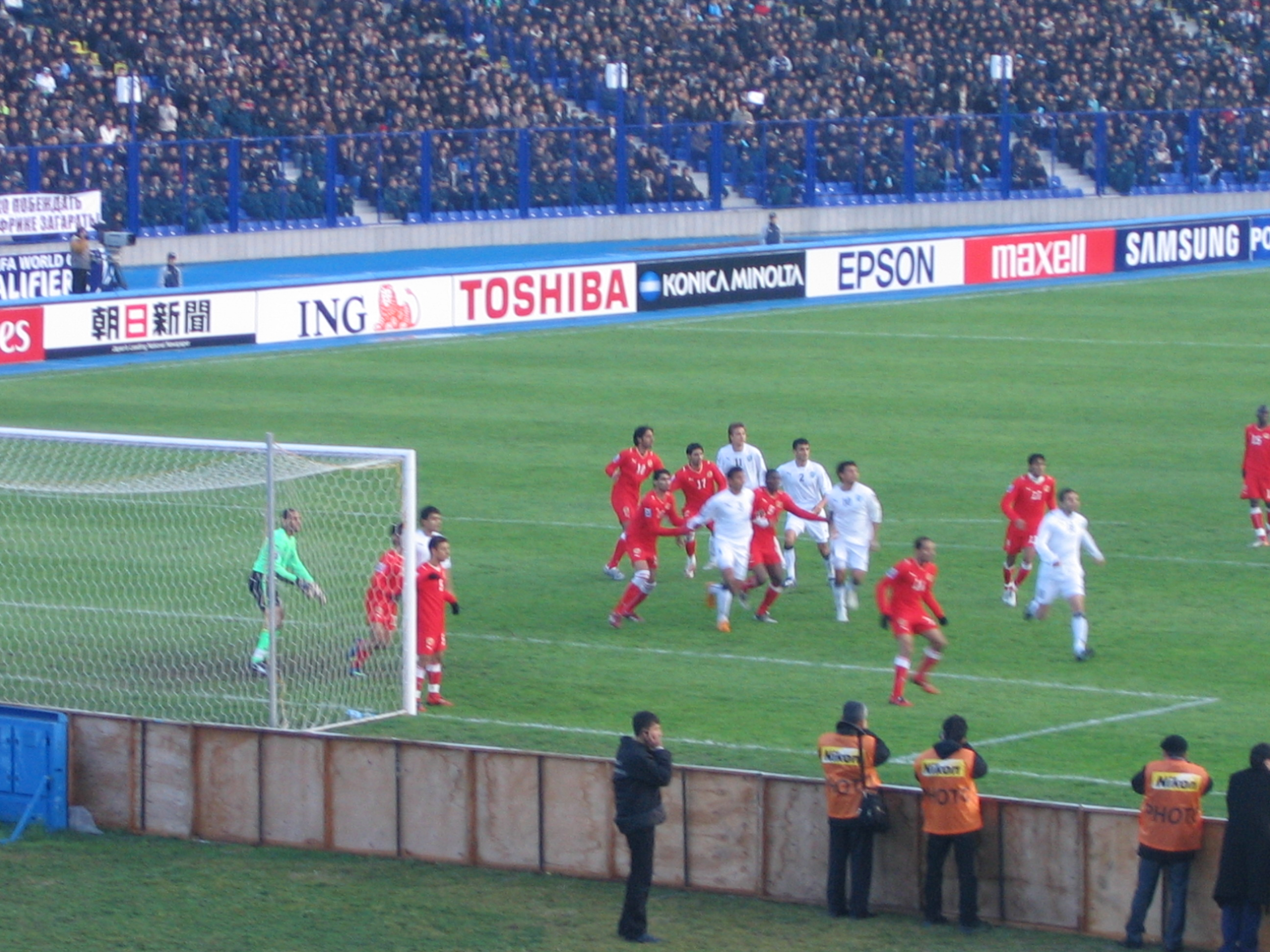
Uzbekistan vs Bahrain, 2009.
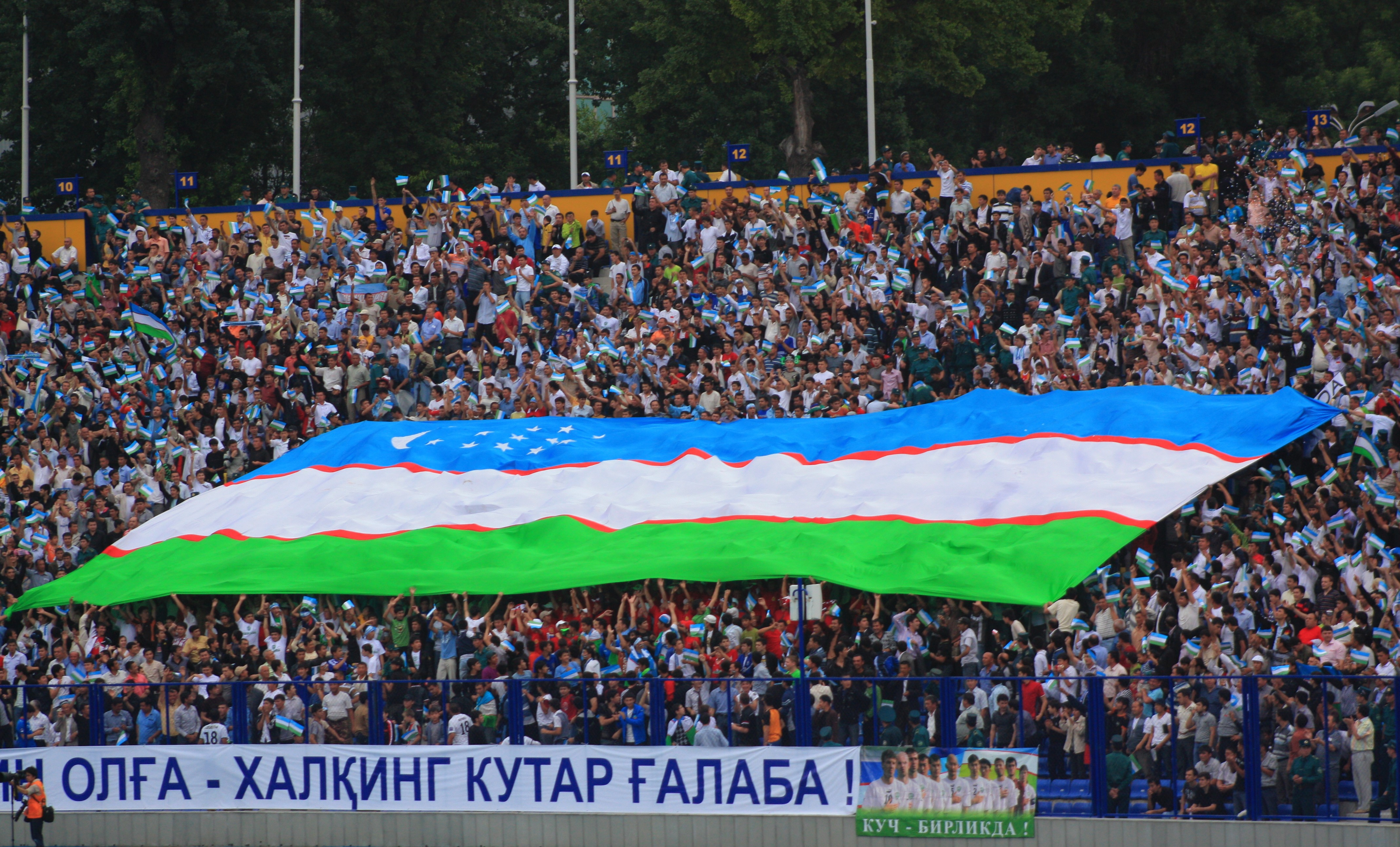
Uzbekistan vs Nhật Bản, 2012.